# 圣韦兰
圣韦兰（法語：Saint-Vérain，法語發音：[sɛ̃ veʁɛ̃]）是法国涅夫勒省的一个市镇，属于卢瓦尔河畔科讷库尔区。

## 地理
圣韦兰（47°28'51"N, 3°3'22"E）面积24.69 平方千米，位于法国勃艮第-弗朗什-孔泰大區涅夫勒省，该省份为法国中部省份，北至约讷省，西北接卢瓦雷省，西接谢尔省，南至阿列省，东南接索恩-卢瓦尔省，东临科多尔省。
与圣韦兰接壤的市镇（或旧市镇、城区）包括：皮赛地区圣阿芒、阿利尼科讷、阿尔基扬、比特里、卢瓦尔河畔拉塞勒、卢瓦尔河畔科讷库尔、圣卢德布瓦。

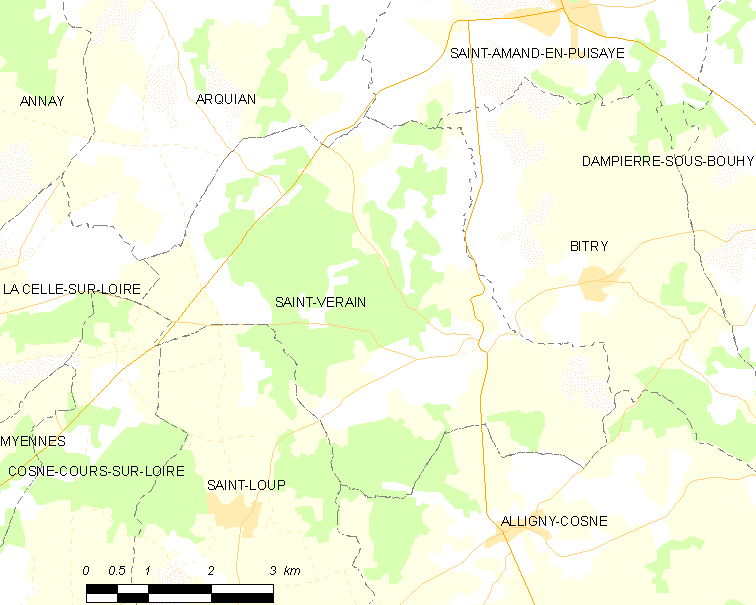
圣韦兰的OSM定位图

圣韦兰的时区为UTC+01:00、UTC+02:00（夏令时）。

## 行政
圣韦兰的邮政编码为58310，INSEE市镇编码为58270。

## 政治
圣韦兰所属的省级选区为卢瓦尔河畔普伊县。

## 人口

1962-2008年间圣韦兰人口变化图示

圣韦兰于2022年1月1日时的人口数量为369人。